# Chiesa di Maria Vergine della Catena
La chiesa di Maria Vergine della Catena  è una chiesa in Linera, frazione di Santa Venerina, nella città metropolitana di Catania, ed è dedicata a Maria Vergine della Catena. Essa è sede dell'omonima parrocchia, facente parte della diocesi di Acireale e dell'III vicariato.

## Descrizione
La chiesa originaria, ubicata poco distante dall'attuale, fu costruita nel XVI secolo e distrutta dal terremoto del 1879, pur rimaneggiata diverse volte, negli anni settanta del XX secolo venne demolita definitivamente. L'attuale chiesa fu costruita ad opera della famiglia acese dei Calì-Leonardi alla fine del XIX secolo ma il terremoto del 1914 la danneggiò gravemente e negli anni venti del XX secolo venne costruita l'attuale chiesa. I marmi dell'altare della chiesa del XVI vennero recuperati e ricomposti nell'attuale altare maggiore. Dalla precedente chiesa ha ereditato anche diversi quadri del XVI secolo. Sono presenti molte pitture di Francesco Patanè del 1953.

## Opere d'arte
All'interno dell'edificio si trovano le seguenti opere d'arte:
- Affresco della Madonna della Catena (Francesco Patanè, 1953)
- Quadri di San Filippo Neri e Santa Venera (Autori ignoti)
- Quadro di Madonna della Catena (Matteo Ragonisi e Alessandro Vasta, XVIII secolo)
- Crocifisso ligneo (Autore ignoto)
- Altare maggiore (probabilmente del XVI-XVII secolo)[1]